# Collage (groupe)
 (août 2018).
Collage est un groupe de musique canadien populaire dans les années 1990, composé entre autres de Francis Sommers, Guido Diodati et Leena Falciglia.
En 1991, ils sortent l'album Hasta la vista, comportant plusieurs adaptations en français de succès du groupe italien Ricchi e Poveri. La chanson Hasta la Vista sera 22 semaines dans le palmarès de la chanson francophone au Québec en 1992, montant jusqu'à la position #2. La chanson Je m'envole avec toi (adaptée de Sarà perché ti amo) y sera quant à elle 17 semaines en 1993, atteignant la position #7.
En 1994, ils sortent un nouvel album, Duo, avec 10 nouvelles chansons, en plus d'un nouveau remix de leur chanson Hasta la vista.